# Cárcel Mamertina
La Cárcel Mamertina (en italiano, Carcere Mamertino), en la Antigüedad el Tullianum (el Tuliano), era una prisión (carcer) ubicada en el Comicio en la Antigua Roma. La iglesia de San José dei Falegnami se alza actualmente sobre el Mamertino, en el rione de Campitelli.

## Ubicación
Se hallaba en la ladera noreste del monte Capitolino, frente a la Curia y los foros imperiales de Nerva, Vespasiano y Augusto. Entre ella y el Tabularium (archivo) había un tramo de escaleras que llevaba al Arx del Capitolio, conocido como las Scalae Gemoniae.

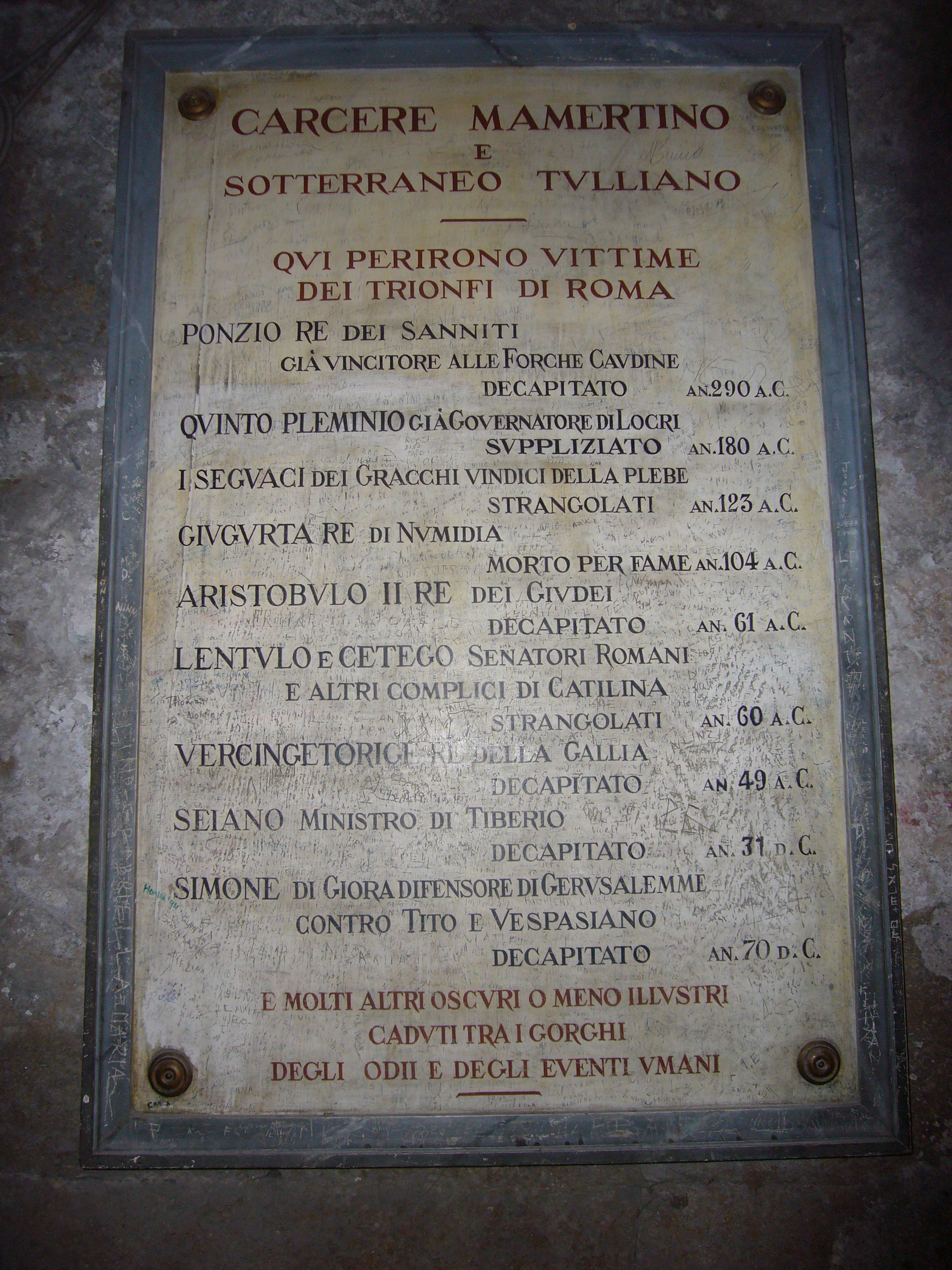
Lápida en la cárcel Mamertina con los nombres de los prisioneros ilustres que allí fueron encerrados en la Antigüedad antes de ser ajusticiados. Entre ellos el rey Aristóbulo II, Vercingétorix y Yugurta.

## Nombre
Originalmente se utilizaban dos nombres: Tullianum y Lautamiae (del griego Λατομιναί); se referían al lugar según la dureza de la pena de castigo. Tradicionalmente se consideraba que el nombre clásico, Tullianum, derivaba del rey romano Tulio Hostilio o Servio Tulio (esto último lo dicen Livio, Varrón y también Salustio); aunque esa interpretación tradicional ha sido desmentida, actualmente se respalda más la posibilidad sobre una teoría alternativa que habla del latín arcaico, tullius «un chorro de agua», en referencia a la cisterna. También, se conoce que el Tullianum hacía referencia a un sitio concreto, no al conjunto de la cárcel. El término Lautamiae hacía referencia a un lugar específico, generalmente una cantera, donde la pena que se cumplía era menos estricta que la dada en el Tullianum, con el tiempo el término Lautamiae que hacía referencia al conjunto, caerá en desuso y será sustituido por Tullianum.
«Mamertina», en cambio, es una denominación de origen medieval y puede hacer referencia al cercano templo de Marte.

## Función
En el derecho romano no existía la pena de prisión, aunque sí se menciona la detención en las Doce Tablas y en el Digesto. La "detención" o "arresto", sin embargo, incluye prisión por deudas a principios de la República; ser encadenado (vincula publica), principalmente para esclavos; y durante la época imperial una sentencia de trabajos forzados, como en molinos, minas o canteras. Los esclavos, o los ciudadanos de rango inferior, sentenciados a trabajos forzados, eran retenidos en campos de prisiones.
El encarcelamiento (publica custodia) en lugares como el Tullianum pretendía ser sólo una medida temporal antes de que el reo fuera juzgado o ejecutado; a veces se cometieron excesos que no respetaban este principio, pero eran oficialmente silenciados. Ubicada cerca de los tribunales de justicia, el Tullianum fue usado como una cárcel o celda para retención durante breves períodos de tiempo antes de las ejecuciones o como un lugar para que éstas tuvieran lugar. En el año 63 a. C. algunos conspiradores con Catilina, incluido Publio Cornelio Léntulo Sura, fueron retenidos brevemente en el Tullianum y ejecutados allí por su alegado complot para derrocar al gobierno. En este caso, las ejecuciones se llevaron a cabo rápidamente, sin el debido recurso a la apelación, durante el consulado de Cicerón, quien más tarde fue exiliado por sus acciones. A Sejano lo tuvieron en el Tullianum antes de su ejecución, que implicó las Gemonías, y el relato contradictorio del final de Pleminio incluye una oportuna muerte en la cárcel durante su enjuiciamiento. Algunos simpatizantes de los Graco acabaron en la Carcer, donde el infortunado arúspice Herenio Sículo se golpeó la cabeza contra un arquitrabe y murió antes de poder ser ejecutado.
No hay evidencia de que el Tullianum se usara para encarcelamientos de larga duración, y la mazmorra inferior no era adecuada para este propósito; el nivel superior, sin embargo, en teoría sí podría haberlo sido. En general, una prisión de larga duración se practicó más en la época posterior del Imperio, y a partir del siglo IV, bajo el gobierno cristiano, las leyes romanas y la ocasional intervención personal de un emperador indica una creciente necesidad de acabar con abusos como las condiciones inhumanas y la tortura.
En algunos casos, no queda claro si una fuente está usando la palabra carcer queriendo decir "la" Carcer, o simplemente prisión en algún otro lugar. Los prisioneros de alto rango, sean romanos o extranjeros, eran retenidos normalmente bajo custodia de romanos individuales, a veces en sus casas o fincas rústicas. La línea entre ser un prisionero de guerra y un rehén legítimamente retenido por un tratado era realmente muy fina, y las condiciones del cautiverio podían ser muy variadas, desde una total pobreza y humillación hasta un lujo relativo. Como prisionero de guerra, Perseo de Macedonia fue ubicado en una mazmorra terrible y llena de gente en Alba Fucens; el hijo de Tigranes fue guardado en la casa de un pretor en Roma, donde podía ir y venir como un invitado a la cena. El Tullianum sólo raramente tuvo algún papel en estas detenciones. Los gobernantes o generales extranjeros capturados, desfilaban en el triunfo del conquistador romano, y en algunas ocasiones los "más destacados, famosos o crueles" eran ejecutados después en el Tullianum. Fueron "sorprendentemente pocos" en número, e incluyeron al samnita Gayo Poncio, el galo Vercingetorix, algunos piratas cilicios y el gálata Adiatorix. Yugurta, rey de Numidia, pudo haber sido ejecutado al final del triunfo de Mario, o quizá murió en prisión varios días después. La mayor parte de los prisioneros de guerra de alto rango no fueron encarcelados ni pasaron tiempo en el Tullianum.

## Historia

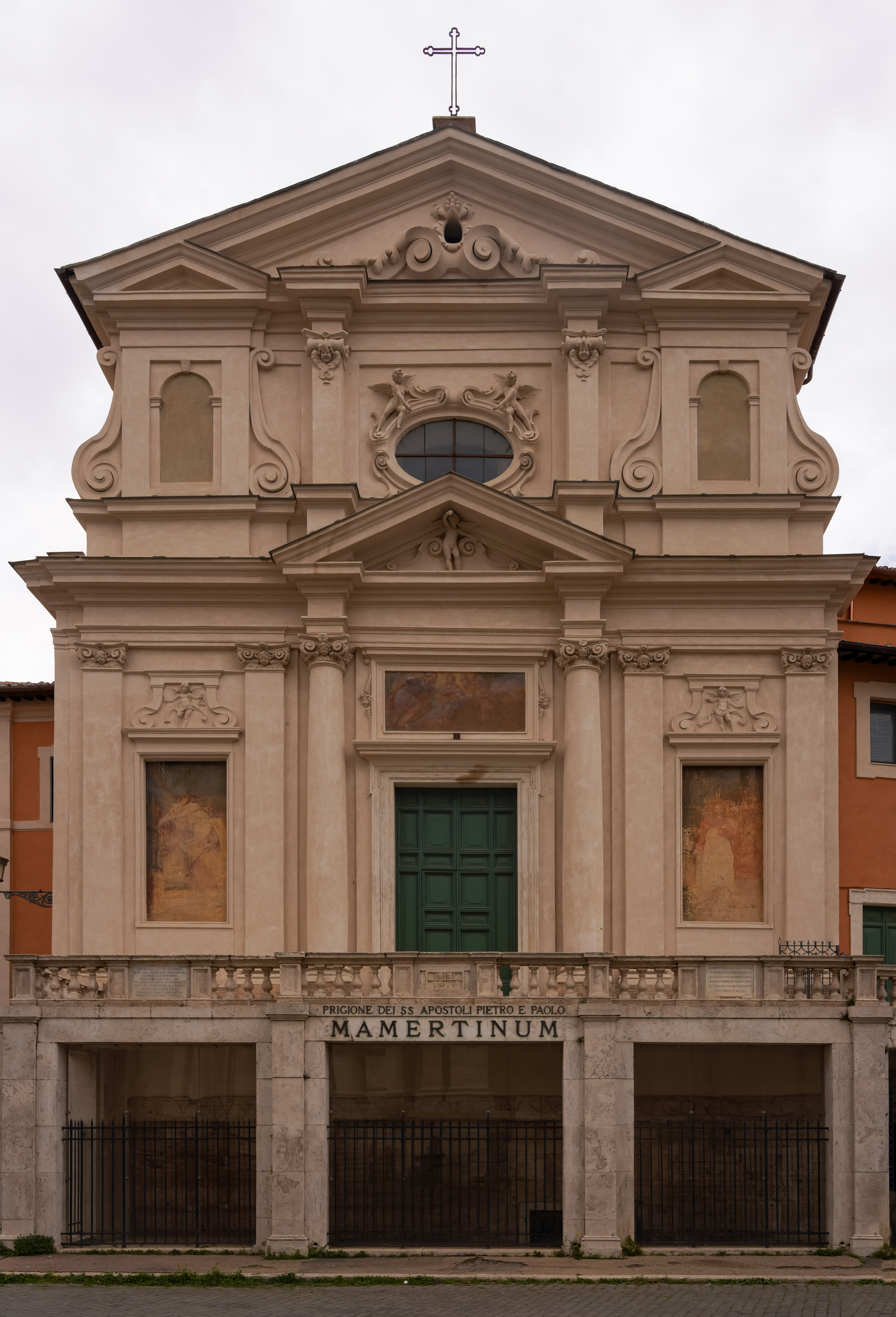
Acceso al Tullianum, llamado «Mamertinum», bajo la iglesia de San José dei Falegnami.

La tradición atribuye esta cárcel a Anco Marcio, en torno a 640–616 a. C. Pero parece que, históricamente, fue construida alrededor de la época del primer saqueo de Roma por los galos, hacia 386 a. C. Esta prisión habría sido ampliada por Servio Tulio, lo que habría dado origen al nombre. Sin embargo, esa relación entre el nombre Tullianum y el de Servio Tulio no es segura.·.
Nada, ni en los textos ni en la disposición del lugar, permite confirmar la gran antigüedad que se ha atribuido a esta prisión. La parte superior, trapezoidal y sala abovedada está fechada en el siglo II a. C. y construida en bloques de toba.
Fue originalmente creada como una cisterna en el suelo del segundo nivel (había dos, el inferior de ellos es donde estaban los prisioneros, a los que se bajaba a través del suelo de la primera planta), pero con el tiempo se construyó un paso entre la cisterna y la Cloaca Máxima, al parecer para que los cuerpos salieran a la cloaca. Fue ampliada más aún bajo el régimen de Tiberio. 
Según el historiador Salustio: 

Contiene una sala inferior, llamada Tullianum, que se hunde a doce pies bajo tierra. Está cerrada por muros espesos y cubierta de una bóveda de piedra. Es un calabozo sucio, oscuro, infecto, cuyo aspecto era algo espantoso y horrible.

### Prisioneros
Varios personajes históricos de la antigüedad fueron encerrados en el Tullianum:
- Eumenes III
- Gayo Poncio, líder de los samnitas durante la segunda guerra samnita. Arrestado y ejecutado.
- Herenio Sículo, simpatizante de los Graco, se golpeó la cabeza con un arquitrabe en su celda y murió antes de ser ejecutado.
- Adiatorix, tetrarca de Galacia. En prisión aquí por haber matado a todos los colonos romanos en Heraclea.
- Yugurta, rey de Numidia. Murió de hambre en el 104 a. C..
- Quinto Pleminio, propretor. Arrestado luego exiliado tras perder el poder.
- Publio Cornelio Léntulo Sura, conspirador de Catilina. Ejecutado con otros conspiradores.
- Vercingétorix, líder de los galos durante la guerra de las Galias. Ejecutado tras el triunfo de César en el año 46 a. C..
- Sejano, soldado y confidente del emperador Tiberio. Perdió el poder, fue apresado aquí y luego ejecutado.
- Simón bar Giora, rebelde judío. Capturado en Judea y llevado a Roma para ser exhibido en el triunfo. Ejecutado en el año 70.

### Significado para el cristianismo

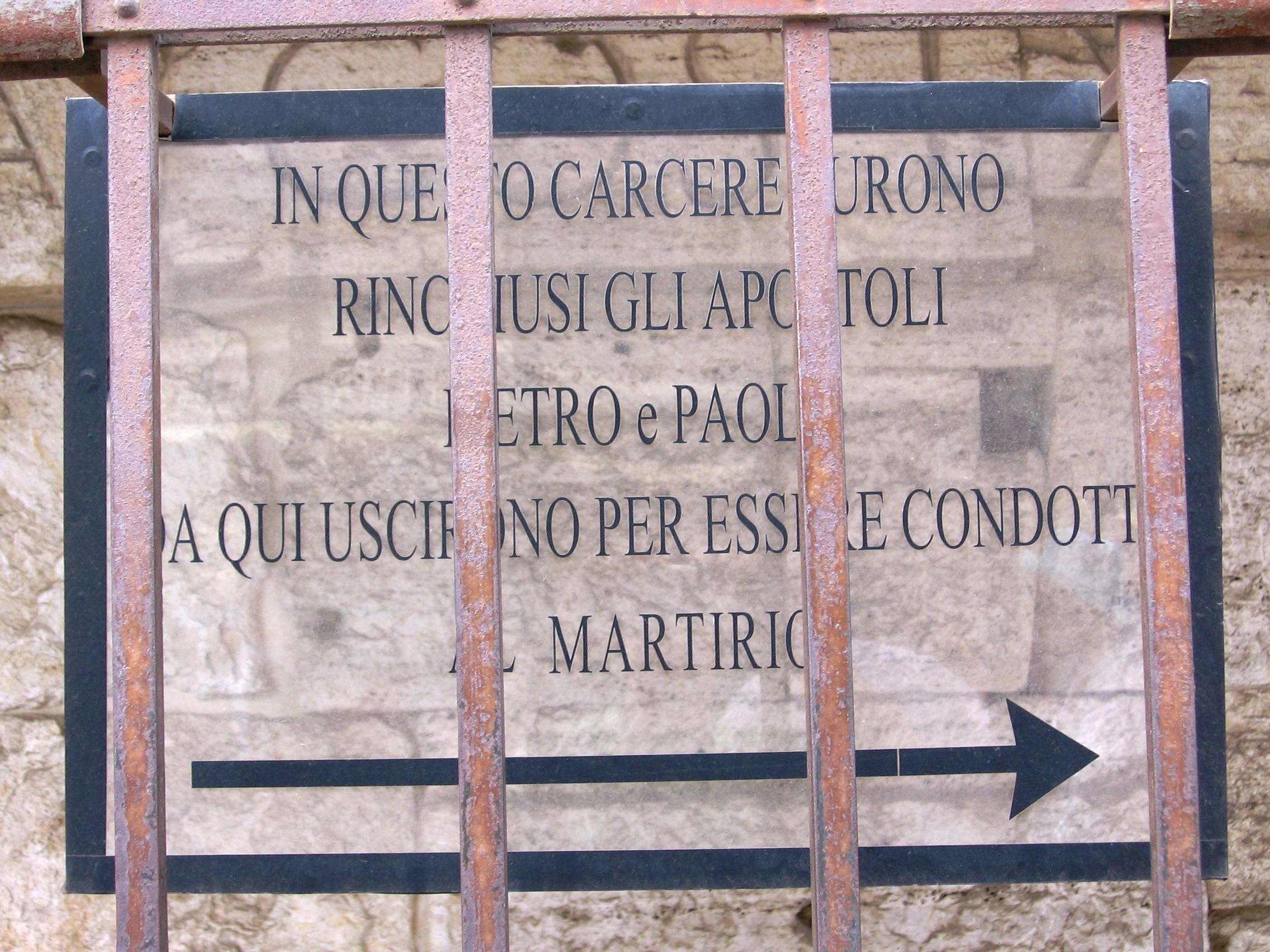
La entrada a la prisión se hace eco de la tradición según la cual, san Pedro y san Pablo estuvieron aquí.

No se sabe cuándo la prisión se dejó de usar de forma permanente. Según la leyenda cristiana, aquí estuvo San Pedro, en prisión ahí antes de ser crucificado e incluso bautizó con el agua de un manantial que habría surgido "milagrosamente" del fondo del pozo. Que en esta cárcel estuviera san Pedro es algo más bien legendario, y no un hecho histórico comprobado, ya que no se dice hasta textos del siglo VI. De hecho, la Catholic Encyclopedia señala que el supuesto manantial milagroso ya existía con anterioridad, y que no hay ninguna "evidencia en la que se pueda confiar" de que san Pedro estuviera en esta cárcel.
También se ha considerado que Pablo, en su segunda prisión romana, y el obispo de Roma Sixto II, estuvieron prisioneros en esta cárcel.
Este lugar se ha usado para el culto cristiano desde la Edad Media. Según la tradición, fue visitada por los santos Felipe, Ignacio, Teresa de Lisieux y Benedicto José.

## Situación actual

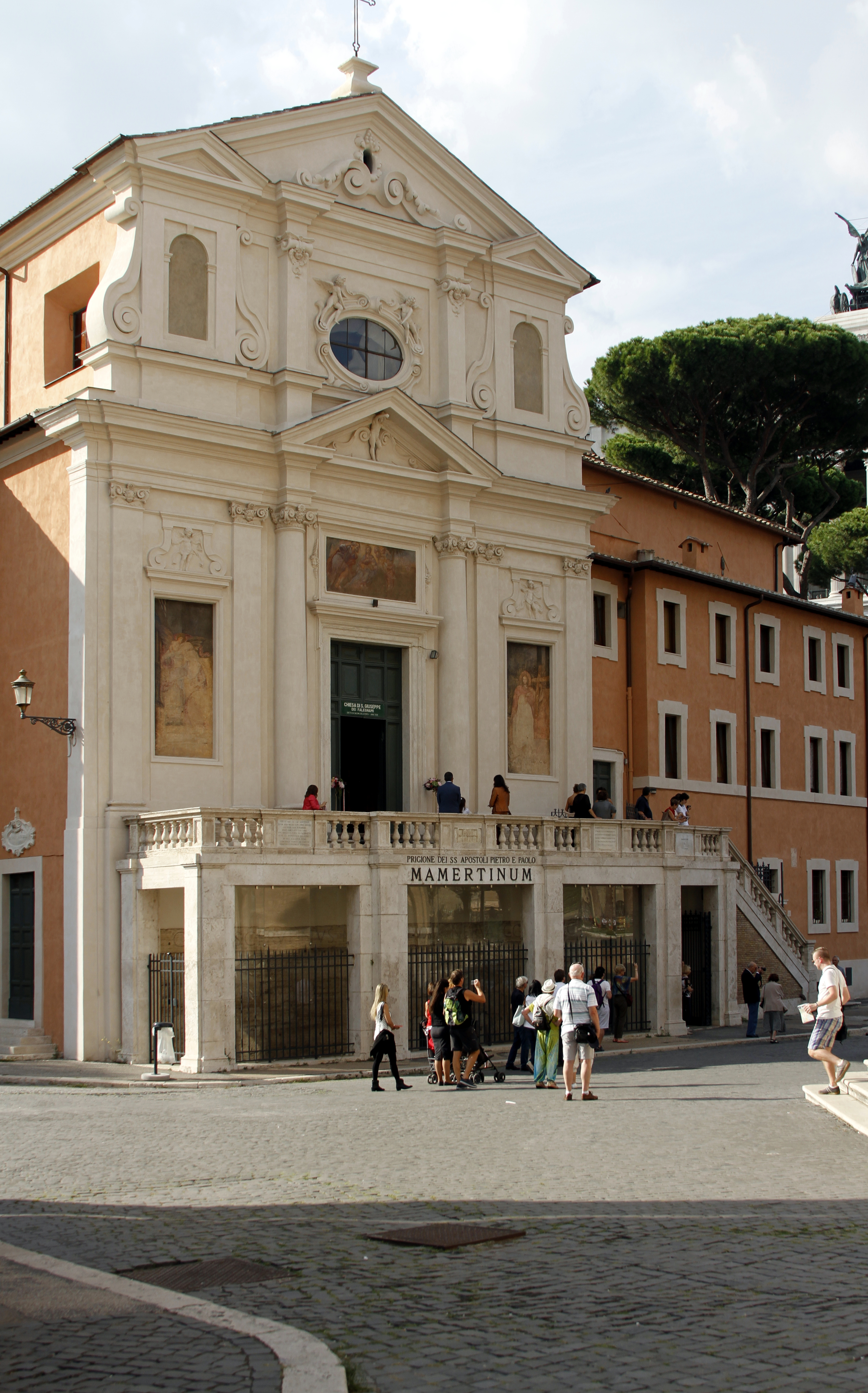
Estado actual de la edificación.

Actualmente está ocupado por dos iglesias superpuestas: San Giuseppe dei Falegnami (arriba) y San Pietro in Carcere (abajo). La cruz del altar de la capilla inferior está al revés, puesto que según la tradición, a San Pedro lo crucificaron cabeza abajo.
Una escalera conduce a la cámara inferior hecha de bloques de peperino, circular, en forma de cúpula truncada, probablemente debido a la construcción de la basílica Porcia en el 184 a. C.. 
En 2009 fue sometida a trabajos de excavación que descubrieron frescos de una iglesia. Desde julio de 2010 puede ser visitada nuevamente.

## Galería

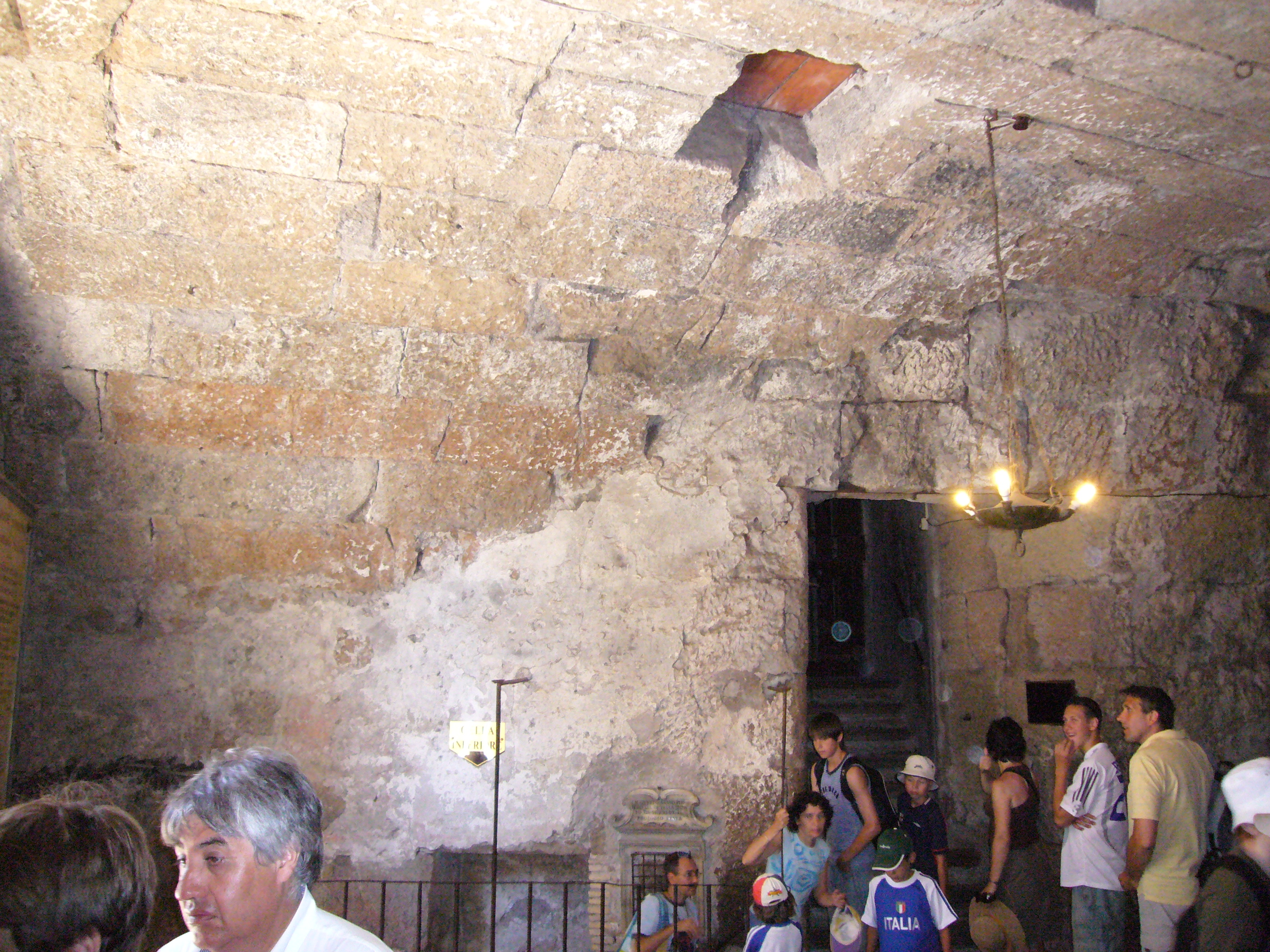
Cámara superior abovedada, con la escalera de acceso a la habitación inferior.
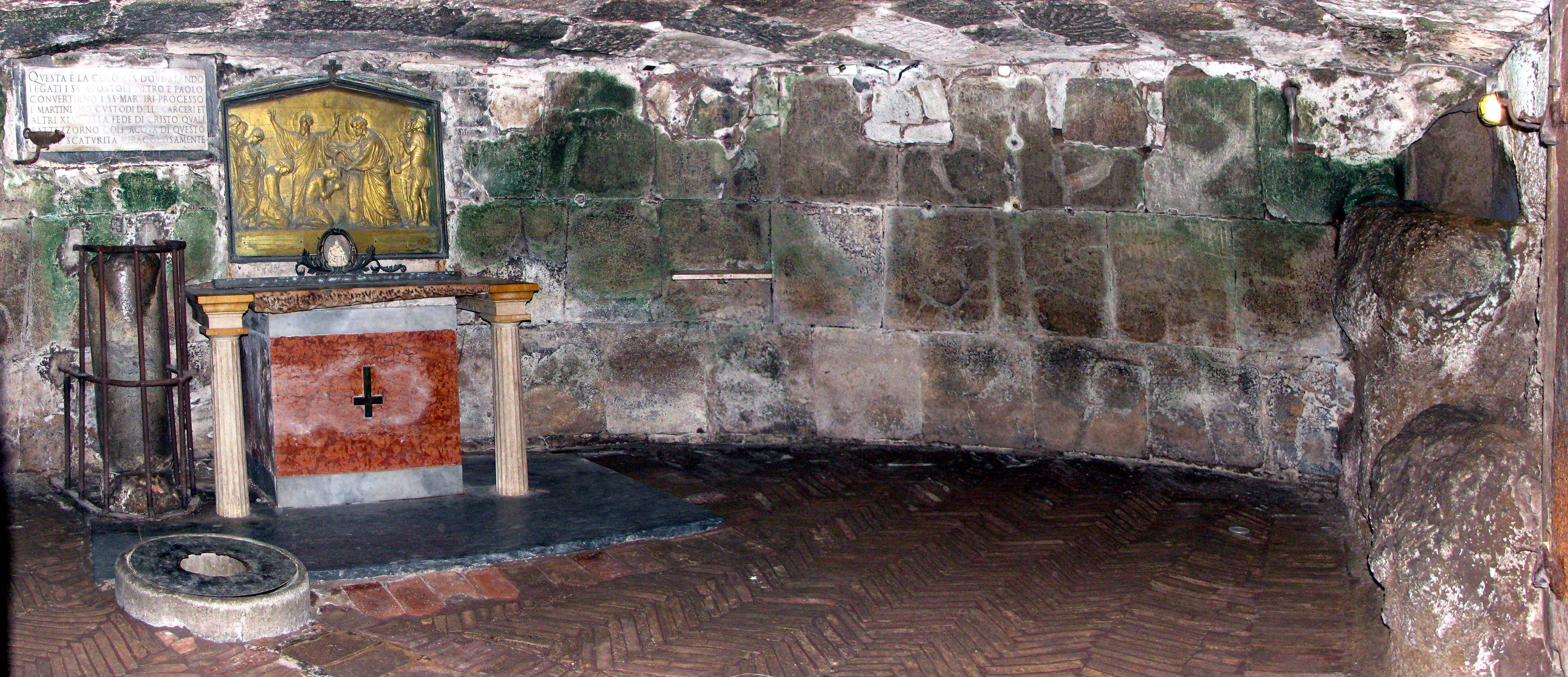
Cámara inferior, circular, lugar de culto católico.
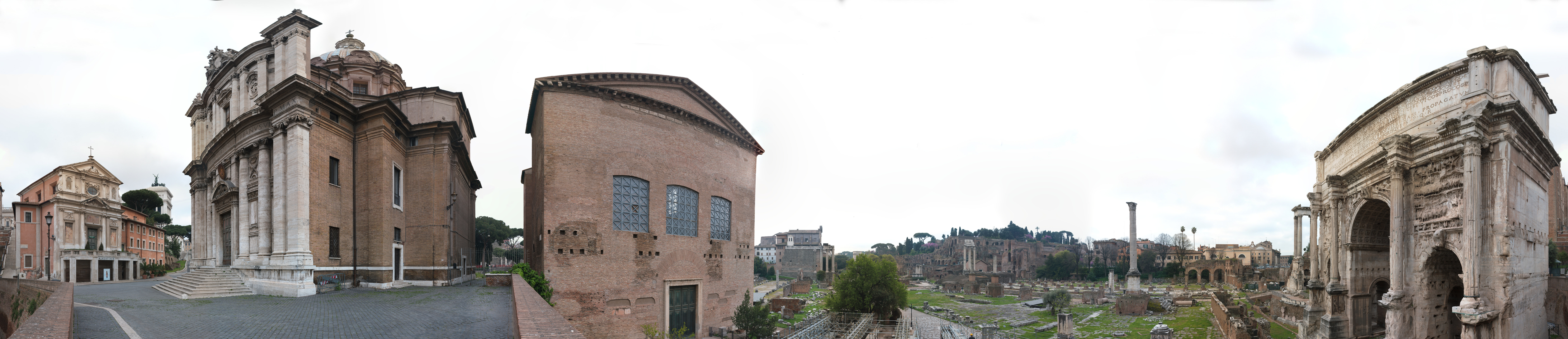
Panorámica: situación del Tullianum, en el extremo izquierdo, al pie del Capitolio, delante del Foro.